# Guangzhou Bus Rapid Transit

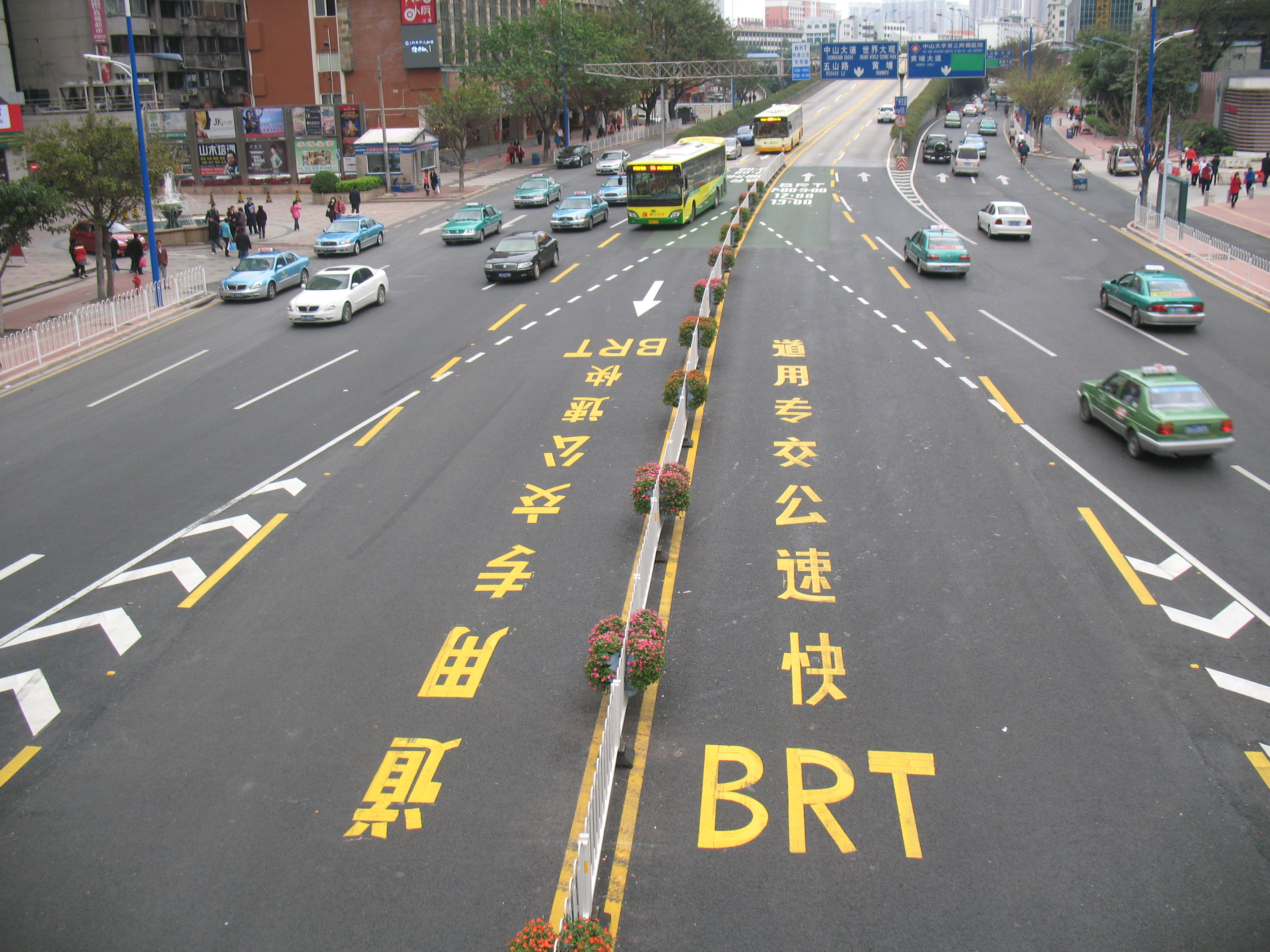
Corridoio dedicatao al BRT a Canton

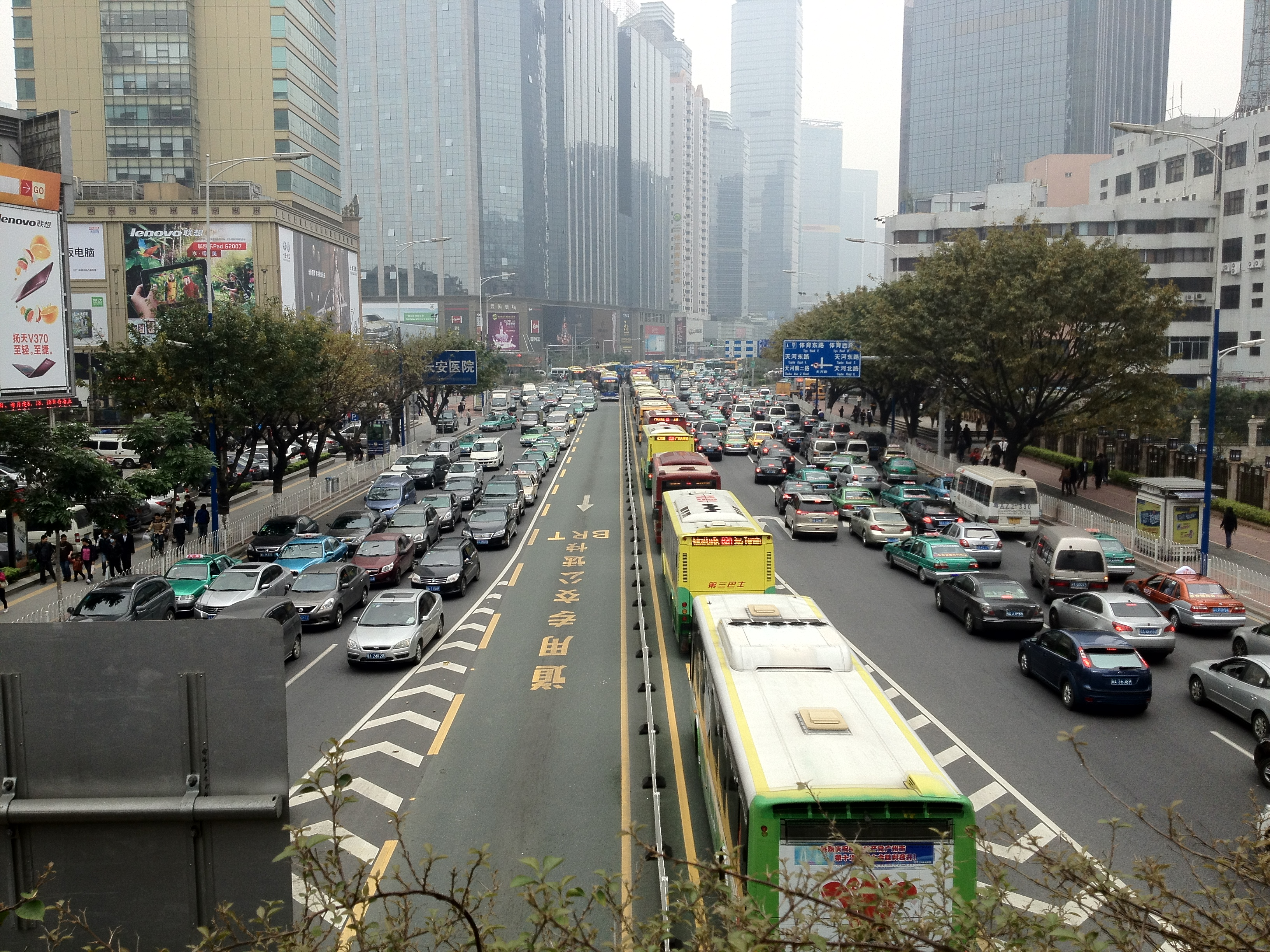
BRT nell'ora di punta

Guangzhou Bus Rapid Transit (Guangzhou BRT o GBRT) è il sistema di Bus Rapid Transit (BRT) della città di Canton in Cina. La sua prima linea è entrata in attività il 10 febbraio 2010. Gestisce approssimativamente 1.000.000 di passeggeri quotidianamente con un picco di flusso di 26.900 pphpd (Passeggeri per ora e per direzione) seconda solo al BRT TransMilenio di Bogotà . Infatti questo sistema contiene le più lunghe stazioni BRT al mondo con i loro 260 metri con volumi di bus di 1 ogni 10 secondi o 350 all'ora in una singola direzione. Il sistema ha 2 linee e 2 estensioni pianificate